# Biblioteka Politechniki Białostockiej
Biblioteka Politechniki Białostockiej jest jedną z większych bibliotek naukowo-technicznych w Polsce północno-wschodniej. Księgozbiór tworzy blisko 400 tysięcy książek, czasopism, norm i katalogów.
Biblioteka realizuje zadania na rzecz studentów i kadry naukowo-dydaktycznej Politechniki Białostockiej. Pełni również funkcję ośrodka naukowo-technicznego całego regionu podlaskiego i zapewnia w możliwie najkrótszym czasie łatwą dostępność do zbiorów zarówno w formie tradycyjnej, jak i do zasobów elektronicznych. Wychodzi naprzeciw nowym technologiom, dając możliwość korzystania z zaawansowanych narzędzi wyszukiwawczych.

## Struktura Biblioteki PB
Dyrektor Biblioteki PB – mgr Elżbieta Kierejczuk, starszy kustosz dyplomowany
Z-ca Dyrektora – mgr Anna Gogiel-Kuźmicka, starszy kustosz dyplomowany
- Biblioteka Główna:
  - Oddział Gromadzenia Zbiorów
  - Oddział Opracowania Zbiorów
  - Oddział Udostępniania Zbiorów
  - Oddział Informacji Naukowej

- Biblioteki Specjalistyczne:
  - Biblioteka Wydziału Architektury
  - Biblioteka Wydziału Inżynierii Zarządzania

## Historia Biblioteki PB
Dzieje Biblioteki związane są z historią i etapami rozwoju Uczelni. W 1949 roku została powołana z inicjatywy Naczelnej Organizacji Technicznej w Białymstoku prywatna Wieczorowa Szkoła Inżynierska, którą upaństwowiono w 1951 roku. Następne przełomowe daty to rok 1964, w którym nastąpiło przekształcenie uczelni w Wyższą Szkołę Inżynierską i uruchomienie studiów dziennych oraz 1974 roku - uzyskanie statusu politechniki. W pierwszym roku istnienia Uczelnia nie miała własnego księgozbioru, a studenci i pracownicy naukowi korzystali ze zbiorów Naczelnej Organizacji Technicznej (NOT).
Biblioteka uczelniana powstała w 1951 roku. Zatrudniony został jeden pracownik, w małym pomieszczeniu znajdowały się razem: magazyn książek, wypożyczalnia i czytelnia. Niskie fundusze na zakup wydawnictw i czasopism utrudniały rozwój nowej placówki. Na lepsze warunki trzeba było czekać długie lata. Dopiero w 1963 roku uzyskano drugi etat, dzięki czemu zaczął powstawać katalog alfabetyczny książek.
Kolejny etap rozwoju biblioteki wiąże się z uzyskaniem w 1965 roku większego lokalu, co umożliwiło wydzielenie czytelni i wypożyczalni. Zwiększone dotacje Ministerstwa Szkół Wyższych i Nauki na rozwój Uczelni pozwoliły w ciągu dziesięciu następnych lat czterokrotnie zwiększyć zbiory biblioteczne.
Wraz z przekształceniem w 1974 roku Wyższej Szkoły Inżynierskiej w Politechnikę Białostocką nastąpił szczególnie dynamiczny rozwój biblioteki, przejawiający się przede wszystkim we wzroście kadry, zbiorów i użytkowników. Nadanie Uczelni uprawnień do prowadzenia studiów magisterskich, powołanie nowych kierunków i specjalności oraz wzrost liczby studentów i pracowników naukowo-technicznych, postawiły przed biblioteką nowe zadania, którym musiała sprostać. W tym czasie udostępniano w czytelni ogólnej, czytelni czasopism i wypożyczalni 90 tysięcy zbiorów i 800 tytułów czasopism. Przy gromadzeniu księgozbioru szczególną uwagę zwracano na literaturę naukową polską i zagraniczną oraz na zakup podręczników i skryptów w liczbie egzemplarzy odpowiadającej potrzebom studentów. Troszczono się również o kadrę inżynierską i wszystkich zainteresowanych naukami technicznymi w regionie.
Rozwój sieci bibliotecznej był adekwatny do powiększających się potrzeb Uczelni. Pierwsza biblioteka wydziałowa powstała w 1971 roku, następne w miarę powoływania wydziałów lub oddawania do użytku nowych budynków. Działały na zasadzie filii Biblioteki Głównej, z centralnym gromadzeniem i opracowaniem zbiorów. Księgozbiory specjalistyczne bibliotek wydziałowych, stale aktualizowane, były udostępniane tylko na miejscu.
Trudne warunki lokalowe szybko rozwijającej się Uczelni spowodowały, ze rozpoczęto budowę miasteczka akademickiego. Dzięki realizacji tego przedsięwzięcia Biblioteka Główna uzyskała w 1980 roku nowe pomieszczenia w budynku Wydziału Mechanicznego. W tym samym czasie zatwierdzono strukturę organizacyjną Biblioteki. Powstanie oddziałów bibliotecznych umożliwiło nie tylko specjalizację i wyższy poziom świadczonych usług, ale również stworzyło warunki do realizacji nowych zadań w zakresie działalności informacyjnej.
W 2001 roku utworzono dwie nowe biblioteki - Bibliotekę Zamiejscowego Wydziału Mechanicznego w Suwałkach (oddział już nieistniejący) i Bibliotekę Zamiejscowego Wydziału Zarządzania Środowiskiem w Hajnówce.
W 2003 roku powstał Punkt Informacji Normalizacyjnej zajmujący się informacją normalizacyjną oraz sprzedażą produktów normalizacyjnych.
W 2006 roku zgodnie z nowym Statutem Uczelni nastąpiła zmiana nazwy Biblioteki na Biblioteka Politechniki Białostockiej.
Od października 2012 roku siedziba biblioteki znajduje się w Centrum Nowoczesnego Kształcenia, które położone jest na terenie miasteczka akademickiego Politechniki Białostockiej]. Pomieszczenia Biblioteki Głównej Politechniki Białostockiej zajmują powierzchnię 3678 m².

## System komputerowy
W 1995 roku został wdrożony system ALEPH, umożliwiający automatyzację wszystkich procesów bibliotecznych: gromadzenia, opracowania i udostępniania zbiorów. W 2016 roku biblioteka uruchomiła multiwyszukiwarkę naukową Primo, która umożliwia przeszukiwanie w jednym okienku wszystkich zasobów Biblioteki PB, co optymalizuje proces wyszukiwania potrzebnych informacji.

## Galeria

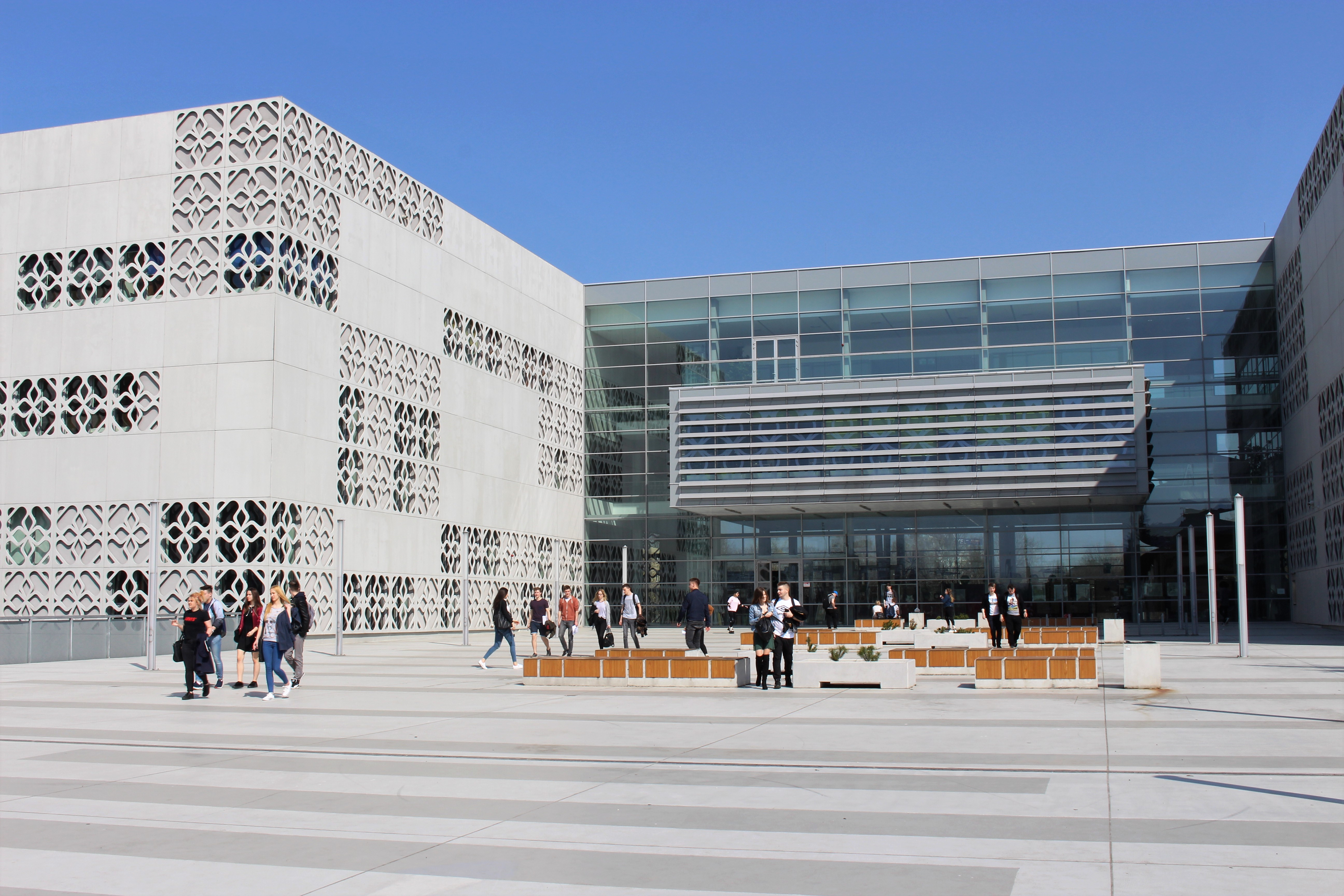
Biblioteka PB od strony kampusu
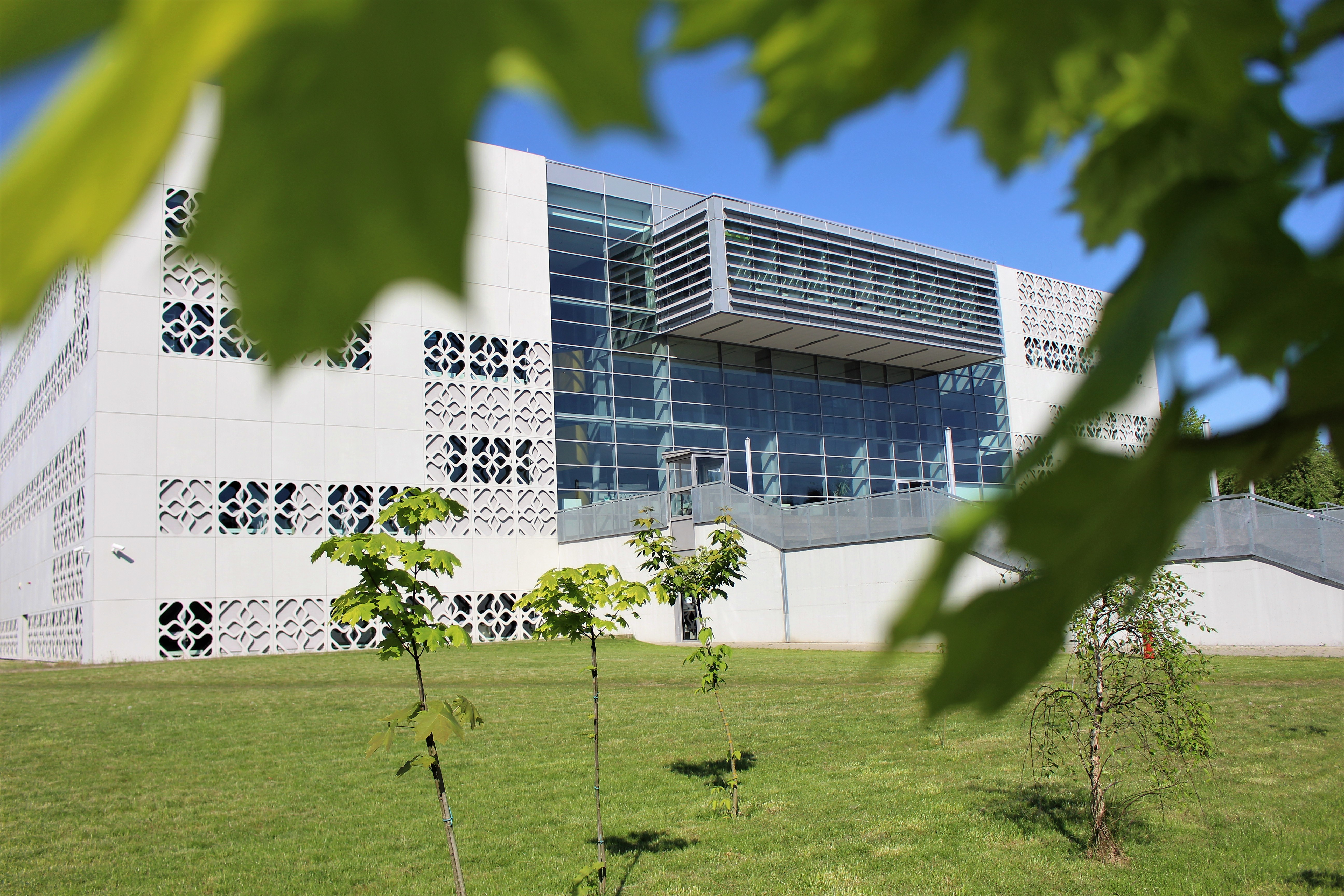
Biblioteka PB z widocznymi pokojami pracy
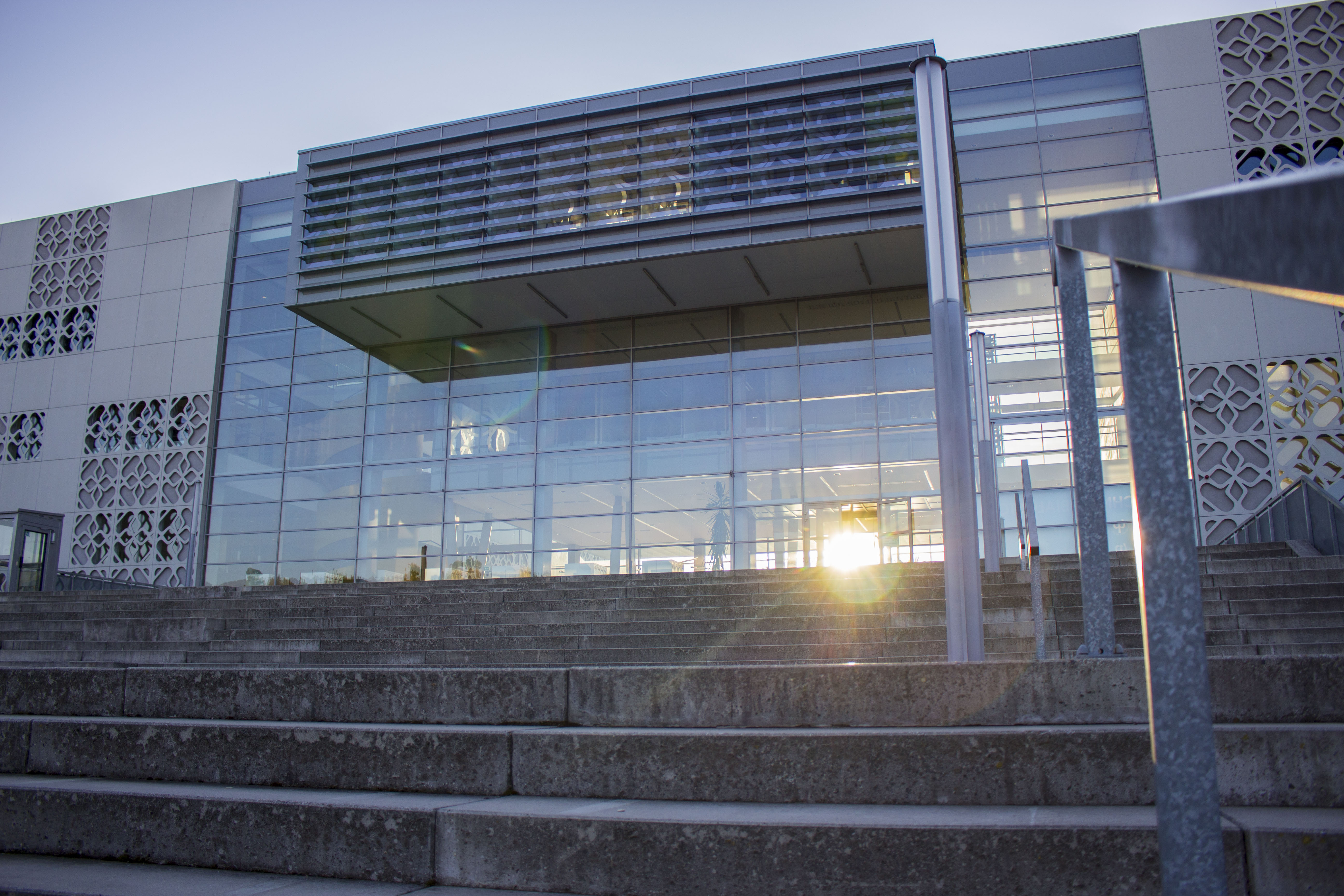
Pokoje pracy w Bibliotece PB
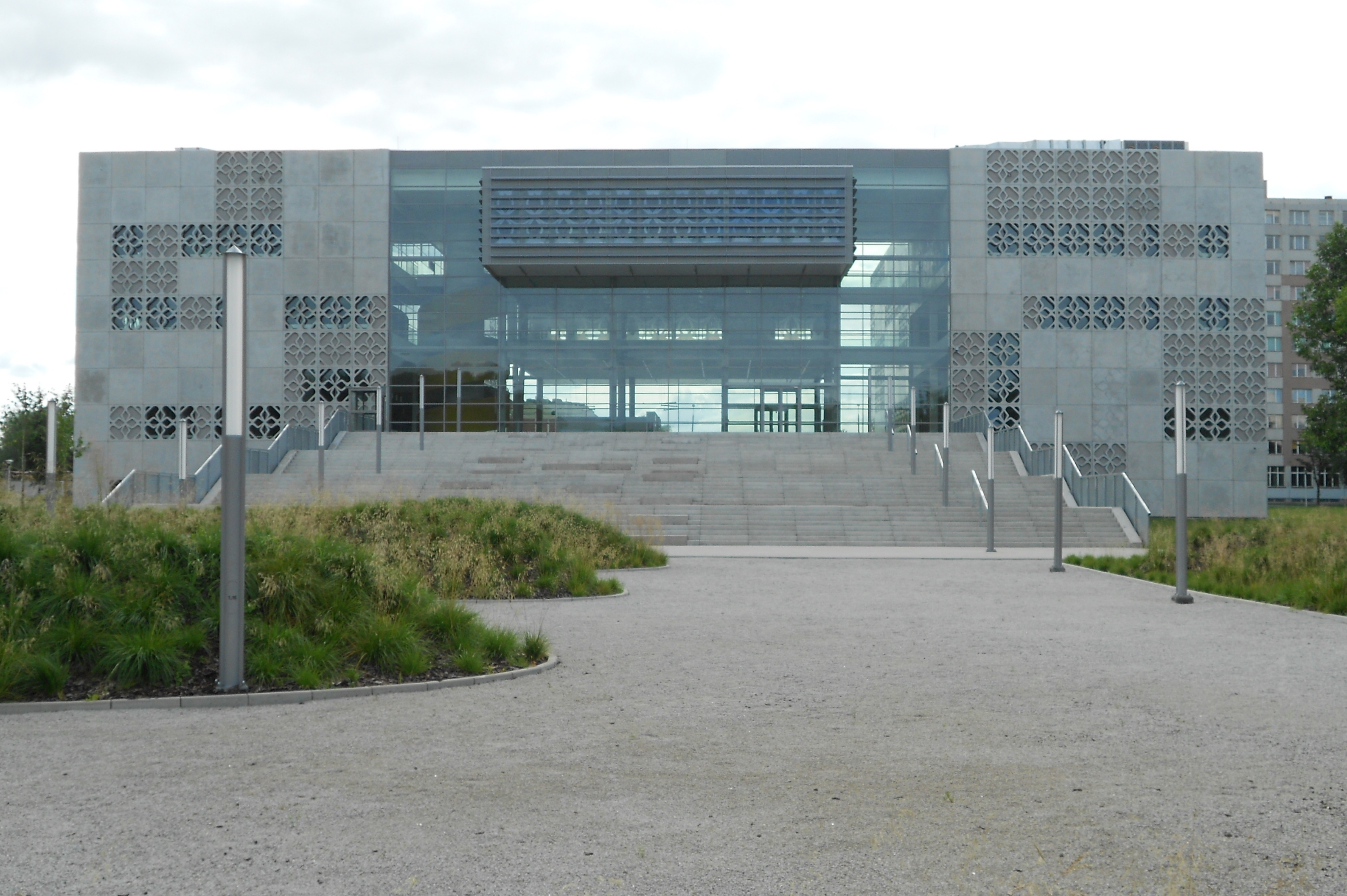
Centrum Nowoczesnego Kształcenia
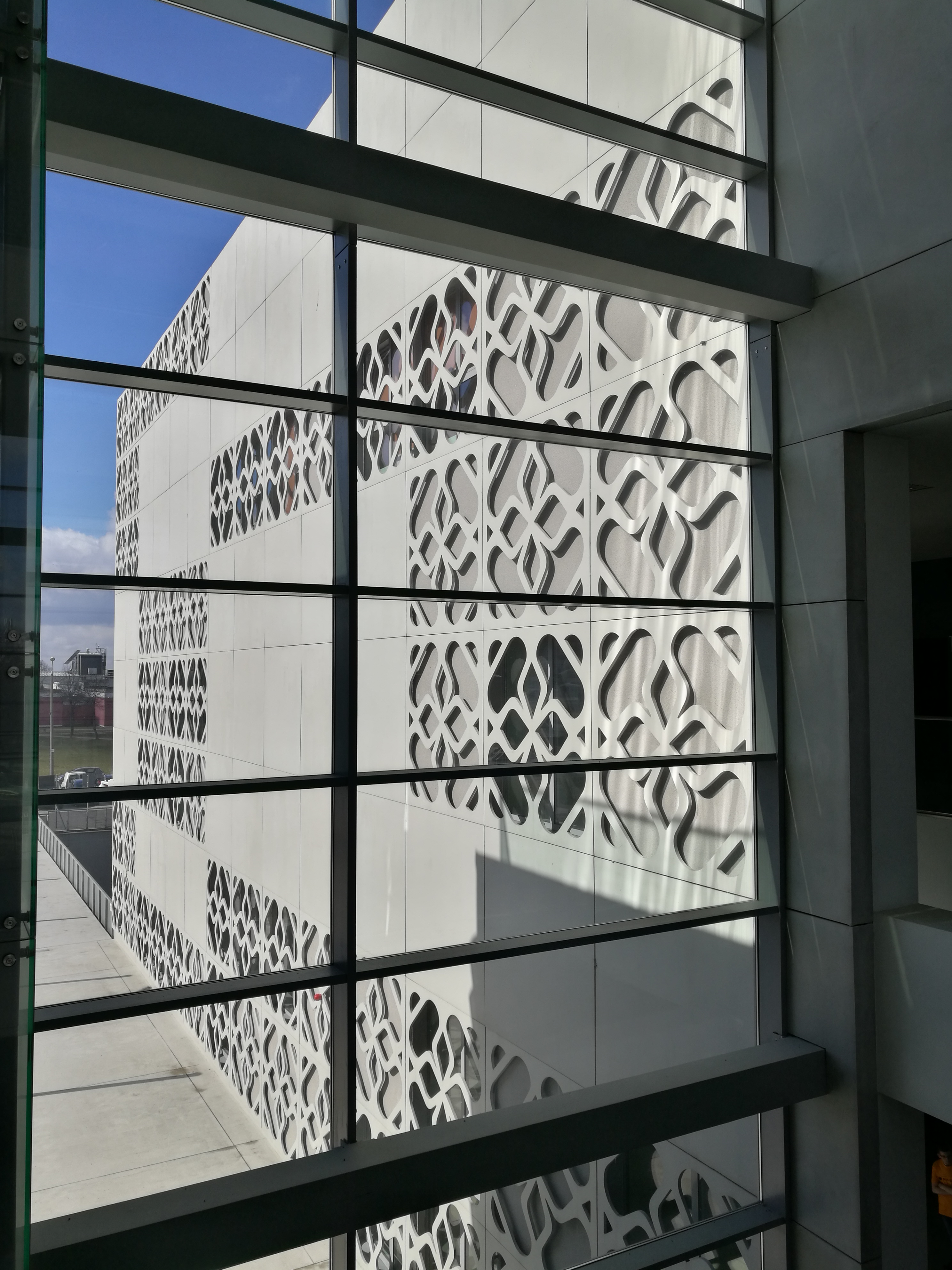
Centrum Nowoczesnego Kształcenia